# Vista y plano de Toledo
Vista y plano de Toledo  es una obra del Greco, realizada entre 1610 y 1614, durante su último período toledano. Se conserva en la casa-museo dedicada al pintor griego en Toledo.

## Análisis
Esta obra se aleja de las descripciones bellas y estilizadas de Toledo, pues utiliza una gran meticulosidad. La mayoría de los investigadores suponen que el autor del encargo fue Pedro Salazar de Mendoza, administrador del hospital de Tavera, mientras otros suponen que el pedido provino del Ayuntamiento de la ciudad. 
El plano mostrado en el cuadro es la planta geométrica más antigua conocida de Toledo y una de las más antiguas de toda España. El enorme detalle con el que fue realizado el plano  ha hecho que algunos estudiosos conjeturen que se trata de una obra de Jorge Manuel, hijo del pintor y experto en arquitectura. Sin embargo, el descubrimiento en el reverso de algunas hojas del Atlas del Escorial de unos apuntes de observaciones topográficas realizadas desde iglesias de Toledo en el siglo XVI ha llevado a plantear la teoría de que el plano del cuadro sea una copia actualizada de otro realizado por el cosmógrafo Alonso de Santa Cruz durante los años en que residió en Toledo, de 1539 a 1544.
En la parte superior del lienzo se encuentra la Virgen María, acompañada de una corte de ángeles que portan la casulla de San Ildefonso. En esta obra podría leerse una anticipación del impresionismo, e incluso de Paul Cézanne.
La pintura fue posiblemente encargada por Pedro de Salazar y Mendoza, administrador del Hospital de Tavera. Independientemente de quién encargó el cuadro, éste aparece por primera vez en los inventarios de bienes del Greco en 1614 y de su hijo Jorge Manuel en 1621. Estuvo en el Hospital de Santiago, pasó luego al Convento de San Pedro Mártir y al Monasterio de San Juan de los Reyes, y de aquí, junto con el Apostolado, a la colección del Museo del Greco, en 1910. Fue restaurado en 1984 y en 2009.